# Josep Borrell
Josep Borrell Fontelles (La Pobla de Segur, 24. travnja 1947.), španjolski političar (ŠSRP), predsjednik Europskog parlamenta od srpnja 2004. do siječnja 2007. Predstavnik je Španjolske pri Europskom parlamentu gdje sjedi s pripadnicima Stranke europskih socijalista. Od siječnja 2010. predsjednik je Europskog sveučilišnog instituta. Od 2019. godine je potpredsjednik Europske komisije, te Visoki predstavnik Unije za vanjske poslove.